# Рак яєчника
Карцинома яєчника — злоякісна пухлина, що уражає яєчники. Може мати як первинний характер, коли основний осередок розташований в тканинах яєчника, так і вторинний (метастатичний), з первинним вогнищем практично в будь-якій частині тіла. До первинних уражень відносяться карцинома (70 % всіх злоякісних пухлин яєчника), герміногенні та стромальні пухлини статевого тракту, а також більш рідкісні варіанти. Метастатичні ураження яєчника зустрічаються досить часто: при пухлинах ендометрію, молочної залози, товстої кишки, шлунка та шийки матки.
Кожен рік у світі реєструється понад 225 тисяч нових випадків карциноми яєчника, з яких близько 140 тис. закінчуються летально. Незважаючи на досягнуті успіхи в діагностиці карциноми яєчника, близько 75 % її виявляється на пізніх стадіях. П'ятирічна виживаність при третій стадії становить близько 24 %, при 4-й стадії — 4,6 %.

## Епідеміологія

Стандартована віком смертність від раку яєчників на 100 000 мешканців у 2004 році
немає даних
менше 0.6
0.6–1.2
1.2–1.8
1.8–2.4
2.4–3
3–3.6
3.6–4.2
4.2–4.8
4.8–5.4
5.4–6
6–7
більше 7

Карцинома яєчника — п'ята за частотою причина смерті від різних епітеліальних пухлин у жінок, провідна причина смерті від гінекологічних злоякісних пухлин, та друга за частотою діагностування пухлина в гінекології.
Високий рівень захворюваності на рак яєчників спостерігається в індустріально розвинених країнах, що свідчить про вплив зовнішнього середовища. Винятком є Японія, де рівень захворюваності та смерті від раку яєчників найнижчі в світі.
У США епітеліальні пухлини яєчників найчастіше спостерігаються серед світлошкірого дорослого населення. Частота їх зростає в постменопаузний період.
В Україні, протягом першого року після встановлення діагнозу, помирає майже 40 % хворих на рак яєчників.

## Причини
Для багатьох злоякісних пухлин причини виникнення недостатньо вивчені, і це захворювання не є винятком. Однак існує твердження, що карцинома яєчника більше поширена серед жінок, які не народжували. Також існує думка, що профілактикою карциноми яєчника є використання оральних контрацептивів.
Як і для інших онкологічних захворювань, відчутне значення має спадковість: підвищена ймовірність захворіти карциномою яєчника може передаватися від батька або матері до дочки. Крім того, у хворих на карциному молочної залози ризик захворювання карциномою яєчника підвищений в два рази.
Також існує думка, що поширення захворювання пов'язано із збільшенням кількості вживаних при прийомі їжі тваринних жирів.
До факторів ризику розвитку карциноми яєчника відносять хронічну гонадотропну гіперстимуляцію, міому матки, хронічні осумковані запальні процеси, ранню та пізню менопаузу, маткові кровотечі в постменопаузі.

## Стадії захворювання
За місцем виникнення вогнища раку гінекологія розрізняє первинне, вторинне та метастатичне ураження яєчників. Міжнародна федерація акушерів-гінекологів (FIGO) класифікує стадії захворювання наступним чином:
- I — уражені тільки яєчники;
  - IA — уражений один яєчник, асциту немає;
  - IB — уражені обидва яєчника, асциту немає;
  - IC — поява пухлини на поверхні яєчника(-ів), асцит;
- II — захворювання поширюється по малому тазі;
  - IIA — ураження матки або маткових труб;
  - IIB — ураження інших тканин малого тазу;
  - IIC — пухлина на поверхні яєчника(-ів), асцит.
- III — поширюється на очеревину, з'являються метастази в печінку та інші органи в межах черевної порожнини, поразка пахових лімфовузлів.
  - IIIA — поширення в межах малого тазу, з обсіменіння очеревини.
  - IIIB — метастази діаметром до 2 см.
  - IIIC — метастази діаметром більше 2 см з залученням ретроперитонеальных і пахових вузлів.
- IV — віддалені метастази.

## Клінічні ознаки
Прояви раку яєчників дуже часто маскуються під інші захворювання, які часто зустрічаються — хвороби травної системи, сечового міхура тощо. Поява їх свідчить вже про пізню стадію процесу.
Загалом на ранніх стадіях карцинома яєчника перебігає без яких-небудь симптомів. Крім того, перші прояви (збільшений живіт) досить часто сприймаються жінкою як прояв аднекситу (запалення яєчників). Пухлина поступово поширюється черевної порожнини, уражаючи сальник і викликаючи накопичення рідини (асцит).
Також одними з перших проявів можуть бути біль у нижньому відділі живота з тягнучим характером, який важко відрізнити від того болю, що виникає при запаленні яєчника.
Найбільш часто зустрічаються наступні прояви:
- Здуття або спучування живота, відчуття переїдання
- Больові або дискомфортні відчуття в області тазу
- Невідкладні позиви до сечовипускання

Крім цих симптомів можуть спостерігатися наступні ознаки раку яєчників:
- Швидка втрата або набір ваги, погіршення апетиту
- Біль у поперековій ділянці та унизу живота
- Часте сечовипускання, болісний статевий акт
- Постійна слабкість, збільшення об'єму талії
- Постійне нетравлення шлунка, нудота, метеоризми
- Несподівані зміни характеру випорожнень (калу) — запори чергуються з діареєю.

## Діагностика
Запідозрити карциному яєчника можна при огляді живота хворої та гінекологічному огляді. При підозрі на карциному проводиться пункція для отримання рідини з черевної порожнини і виявлення в ній пухлинних клітин.
Біопсія при карциномі яєчника в розвинених європейських країнах не рекомендується, так як це може призвести до розсіву пухлини. Тому остаточний діагноз може бути поставлений тільки під час операції при оперативному аналізі взятих проб та післяопераційної патології вирізаних тканин.
Для діагностики карциноми та оцінки поширеності метастатичного ураження застосовуються ультразвукове дослідження черевної порожнини та малого тазу, комп'ютерна томографія (КТ) органів грудної клітки, КТ або МРТ органів черевної порожнини.
Найбільш інформативним методом діагностики є гістологічне дослідження біоптату яєчника. Це дослідження дозволяє визначити характер та структуру пухлини. На основі отриманих даних онколог становить тактику лікування та робить прогноз.
У разі якщо дані дослідження вказали на наявність в черевній порожнині рідини, встановлення остаточного діагнозу відбувається після дослідження проби (проба береться для визначення вмісту в рідині ракових клітин) цієї рідини під мікроскопом. У разі відсутності в черевній порожнині рідини, для встановлення остаточного діагнозу показано хірургічне видалення пухлини (лапаротомія) та подальше дослідження її тканини.

## Лікування
Основними методами лікування онкологічних захворювань є операція та хімієтерапія. При операції на ранній стадії захворювання можуть видалити тільки уражений яєчник, в більш складних випадках, залежно від ураження, можуть видалити матку та сальник.
Хімієтерапія зазвичай базується на комбінуванні кількох препаратів, наприклад, Цисплатин (або Карбоплатин), Циклофосфан, Таксол та ін.

### Пересадка яєчника
Оскільки багато жінок хворіють карциномою яєчника в репродуктивному віці, після лікування деякі з них хочуть мати дітей. Успішна вагітність після видалення яєчників та лікування карциноми можлива за умови, якщо здорова тканина під час операції була піддана кріоконсервації з подальшою пересадкою назад.
Дослідження в цій області було проведено данськими вченими під керівництвом Аннет Дженсен, Rigshospitalet, Копенгаген. Була відстежена робота Данської програми кріоконсервації та програми трансплантації яєчників, що стартувала у 2000 році. З того часу кріоконсервації зазнали тканини, взяті майже від 800 жінок, 41 з них були відібрані для участі. За результатами дослідження, вдалося завагітніти 30 % жінок, як природним шляхом, так і за допомогою ЕКЗ. Середній вік жінок під час пересадки склав 33 роки. Всього в ході спостережень у них народилося 14 дітей.

## Прогноз
National Cancer Society (США) з посиланням на National Cancer Institute та SEER Data Base опублікували статистику виживаності на основі дослідження пацієнток з 2004 по 2010 рік
| Стадія | 5-річна виживаність |
| I      | 90 %                |
| IA     | 94 %                |
| IB     | 92 %                |
| IC     | 85 %                |
| II     | 70 %                |
| IIA    | 78 %                |
| IIB    | 73 %                |
| III    | 39 %                |
| IIIA   | 59 %                |
| IIIB   | 52 %                |
| IIIC   | 39 %                |
| IV     | 17 %                |

Причиною смерті зазвичай стає ракова інтоксикація через розвиток метастазів у кістки, легені, печінка, головний мозок, а також порушення кишкової прохідності, наявність асциту та / або кахексія (виснаження).

## Профілактика раку яєчників
Профілактика раку яєчників полягає у своєчасній діагностиці та лікуванні доброякісних новоутворень яєчників, а також у зниженні впливу чинників ризику по раку яєчників.